# مارکو پرلا
مارکو پرلا (به انگلیسی: Marco Perella) (زاده ۱۸ مهٔ ۱۹۴۹) بازیگر آمریکایی است.
از فیلم‌های معروف او می‌توان به بازی در فیلم کلیدهای تولسا، تعقیب و نایت رایدر ۲۰۰۰ اشاره کرد.